# Reginald Sprigg
Reginald (Reg) Claude Sprigg AO (* 1. März 1919 in Stansbury, Australien; † 2. Dezember 1994 in Glasgow, Vereinigtes Königreich) war ein australischer Geologe und Paläontologe. Er gilt als der Entdecker der Ediacara-Fauna.

## Werdegang
Reginald Sprigg wuchs im australischen Bundesstaat South Australia auf. Er absolvierte ein Studium der Geologie an der University of Adelaide, welches er im Jahr 1941 als Master of Science abschloss. 1940 trat er den Royal Australian Engineers der Australian Army bei. Danach arbeitete er bis 1943 bei der Commonwealth Scientific and Industrial Research Organisation.
1944 bis 1954 war Reginald Sprigg beim südaustralischen Bergbauamt angestellt. Seine größte Entdeckung gelang ihm 1946, als er von der australischen Regierung entsandt wurde, um die Profitabilität stillgelegter Minen in den Ediacara-Hügel zu untersuchen. Hierbei fand er Fossilien sehr altertümlicher Lebewesen, der sogenannten Ediacara-Fauna, die er auf das frühe Kambrium oder gar das Präkambrium datierte. Seine Arbeit fand jedoch zunächst wenig wissenschaftliche Beachtung. Sein Artikel für Nature wurde abgelehnt, seine Vorträge bei mehreren Kongressen stießen auf Unglauben oder Desinteresse. Erst nach der Bestätigung durch Martin Glaessner wurde ihm eine späte Anerkennung zu teil. Zu Reginald Spriggs Ehren wurden Fossilien der Ediacara-Fauna, die Gattungen Spriggia und Spriggina, benannt.
1954 gründete Reginald Sprigg die Firma Geosurveys of Australia. Nach Übernahme durch Beach Petroleum Ltd. im Jahr 1962 wurde er dessen Geschäftsführer.
Die Royal Society of South Australia ehrte ihn 1968 mit der Verco-Medaille. 1980 erhielt er die Ehrendoktorwürde der Australian National University. 1983 wurde er von Elisabeth II. zum Officer des Order of Australia ernannt.
Durch die Einnahmen aus seiner Ölfirma reich geworden, zog er sich auf ein Anwesen in den Flinders-Bergen zurück, wo er ein Wildreservat einrichtete.